# Мосальське
Моса́льське (рос. Мосальское) — присілок у складі Щолковського міського округу Московської області, Росія.
Стара назва — Масальське.

## Населення
Населення — 12 осіб (2010; 6 у 2002).
Національний склад (станом на 2002 рік):
- росіяни — 100 %